# Nemzeti Bajnokság IV 1944–1945
Nemzeti Bajnokság IV 1944–1945 sau liga a 4-a maghiară sezonul 1944–1945 a fost al 29-lea sezon desfășurat în această competiție.

## Istoric și format
Din cauza situației de război, liga a 4-a a fost formată din doar din 3 serii:
- Budapesta, clasa II, Sud[2]
- Budapesta, clasa II, Nord[3]
- Budapesta, clasa II, Est[4]

Campionatul a fost întrerupt din cauza evenimentelor războiului.

## Vezi și
- Prima ligă maghiară 1944–1945
- Liga a 2-a maghiară 1944–1945
- Liga a 3-a maghiară 1944–1945
- Prima ligă maghiară
- Liga a 2-a maghiară
- Liga a 3-a maghiară
- Liga a 5-a maghiară
- Cupa Ungariei
- Supercupa Ungariei
- Cupa Ligii Ungariei